# ۱۳۲۱ (قمری)
۱۳۲۱ (قمری)، هزار و سیصد و بیست و یکمین سال در گاهشماری هجری قمری است. اول محرم این سال برابر با سی‌ام مارس سال ۱۹۰۳ میلادی است.

## زادگان
- ۶ ربیع‌الثانی - میرزا رحیم سامت فقیه شیعه (درگذشتهٔ ۱۴۲۰ قمری)